# あかね書房
株式会社あかね書房（あかねしょぼう）は、児童図書の出版を行う日本の出版社。

## 会社概要
- 本社：〒101-0065 東京都千代田区西神田3-2-1 千代田ファーストビル南館1階[1]
- 営業所等
  - 大阪営業所：〒545-0011 大阪府大阪市阿倍野区昭和町1-21-1-402[1]
  - あかね書房桶川流通センター：〒363-0027 埼玉県桶川市川田谷1653-2 株式会社京北 桶川物流センター内[1]

## 沿革
- 1949年4月5日 - 岡本陸人により神田神保町にてあかね書房を創業[2][3]。「日本おとぎ文庫」全3巻を創刊、出版業開始[3]
- 1951年 - 株式会社となる[2]。
- 1955年 - 現代仮名遣い、当用漢字による「少年少女日本文学選集」の刊行開始。第4回産経児童出版文化賞受賞。
- 1956年 - 西神田にて新社屋を落成[2]。
- 1963年 - 「少年少女世界推理文学全集」の刊行開始。
- 1968年 ‐ 「日本の創作幼年童話」の刊行開始。
- 1970年 - 写真図鑑「科学のアルバム」の刊行開始。第23回産経児童出版文化賞大賞受賞。全国学校図書館協議会選定図書に選定。
- 1977年 - 大人気クイズ本「ぴょこたん」シリーズ第1作「ぴょこたんのあたまのたいそう」を刊行開始。
- 1984年 - 岡本雅晴が社長に就任[2]。
- 1996年 - 「神沢利子コレクション」全5巻が第18回路傍の石文学賞を受賞[3]。
- 1999年 - 江國香織『ぼくの小鳥ちゃん』が第21回路傍の石文学賞を受賞[3]。
- 2002年 - 河俣規世佳『おれんじ屋のきぬ子さん』が第12回椋鳩十児童文学賞を受賞。
- 2007年 - 柏葉幸子・ささめやゆき『牡丹さんの不思議な毎日』が第54回産経児童出版文化賞大賞を受賞。佐藤さとる・村上豊『本朝奇談 天狗童子』が第37回赤い鳥文学賞・第21回赤い鳥さし絵賞を受賞。同年11月26日に千代田区神田神保町2-36 北神ビルより現在の場所へ移転。
- 2008年 - 広瀬寿子・ささめやゆき『ぼくらは「コウモリ穴」をぬけて』が第55回産経児童出版文化賞・大賞を受賞。
- 2009年 - あかね書房60周年企画　「日本の昔話えほん」全10巻（山下明生）を刊行。
- 2011年 - 「トリックアート図鑑」シリーズ（北岡明佳）を刊行。子どもから大人まで楽しめるシリーズとして、ベストセラーとなる。『ソルハ』（帚木蓬生）が第60回小学館児童出版文化賞を受賞。
- 2013年 - 岡本光晴が社長に就任[2]。
- 2014年 - 『ぼくのふとんは　うみでできている』（ミロコマチコ）が第63回小学館児童出版文化賞を受賞。

## 主な出版物
- 『ぼくの小鳥ちゃん』（作：江國香織）
- 『おれんじ屋のきぬ子さん』（作：河俣規世佳）
- 『牡丹さんの不思議な毎日』（作：柏葉幸子、絵：ささめやゆき）
- 『本朝奇談 天狗童子』（作：佐藤さとる、絵：村上豊）
- 『マガーク少年探偵団』シリーズ
- 『キョーレツ科学者・フラニー』シリーズ
- 『ぴょこたんのあたまのたいそう』シリーズ（作：このみひかる）
- 『少年少女世界推理文学全集』シリーズ 全20巻
- 『日本の創作幼年童話』シリーズ 全25巻
- 『少年少女世界SF文学全集』シリーズ 全20巻
- 『少年少女日本文学選集』シリーズ 全30巻
- 『少年少女世界の歴史』シリーズ 全12巻
- 『科学のアルバム』シリーズ 全104巻
- 『神沢利子コレクション』シリーズ 全5巻
- 寺村輝夫作品
  - 『くりのきえんのおともだち』シリーズ
  - 『かいぞくポケット』シリーズ

## 関連人物
- 寺村輝夫 - かつて同社に勤務していた。また永井郁子との挿絵コンビで、『かいぞくポケット』など50冊以上を同社から出版。